# Лисун Дмитро Олександрович
Дмитро Олександрович Лисун (нар. 17 жовтня 1955 р., с. Гірники Дубенського району Рівненської області – пом. 30 липня 2010 р., с. Плешкані) – український аграрій, громадсько-політичний діяч, заслужений працівник сільського господарства України.  

## Освіта, службова кар’єра, громадсько-політична діяльність
Вищу освіту здобув на факультеті автоматизації й електрифікації сільського господарства Української сільськогосподарської академії (1973 – 1978 рр., м. Київ).
Від листопада 1978 до лютого 1981 р. працював головним інженером колгоспу ім. Ілліча (с. Башарівка Червоноармійського (нині Радивилівського) району Рівненської області), потім сусіднього колгоспу ім. Кузнєцова (с. Батьків). У лютому – березні 1981 р. обіймав посаду головного інженера Райсільгоспенерго (м. Червоноармійськ), в від листопада 1981 до березня 1983 р. працював електрослюсарем радіозаводу в м. Світловодськ Кіровоградської обл.
У березні 1983 р. був призначений головним інженером племптахорадгоспу «Подільський» (с. Подільське Золотоніського району Черкаської обл.). Від січня 1986 р. очолив правління колгоспу «50-річчя Жовтня» (згодом КСГП «Плешканівське»). Одним із перших в Україні забезпечив реорганізацію господарства в приватне сільгосппідприємство («Плешкані») і став його директором (з перервами – до липня 2010 р.). ПСП «Плешкані» постійно перебувало в статусі аграрного лідера Черкащини.
Від вересня 1998 до листопада 1999 р. очолював Золотоніську райдержадміністрацію, а від лютого 2005 до березня 2006 – обіймав посаду першого заступника Черкаської ОДА.
Обирався депутатом Золотоніської районної та Черкаської обласних рад. Тричі поспіль висувався кандидатом у народні депутати України (1994, 1998, 2002 рр.). Майстер спорту СРСР з вільної боротьби (від 1979 р.). Нині в Черкасах щороку проводиться відкритий обласний турнір з греко-римської боротьби на честь пам’яті Д. Лисуна (з міжнародною участю).

## Нагороди
- Почесне звання «Заслужений працівник сільського господарства» (2006)
- Знак народної пошани «Золота зірка» Героя українського народу (2011, посмертно).